# Griebnitzkanal
Der Griebnitzkanal, amtliches Kürzel GrK; von seiner Schaffung 1906 bis 1951 im Sprachgebrauch in der DDR und bis 1992 in der Bundesrepublik Deutschland Prinz-Friedrich-Leopold-Kanal genannt, liegt im Berliner Bezirk Steglitz-Zehlendorf. Er verbindet den Großen Wannsee, eine Bucht der Havel, mit dem Griebnitzsee am Westende des Teltowkanals. Der GrK weist eine Gesamtlänge von 3,61 km auf.
Der Griebnitzkanal entstand mit dem Bau des Teltowkanals in den Jahren 1901–1906 durch Verbindung vorhandener Seen und sollte sowohl dem Vergnügungsverkehr als auch zur Verbesserung der Wasserqualität der Seen dienen.

## Verlauf
Er besteht aus drei Seen von zusammen 2,8 km Länge und zwei Kanalstrecken (zusammen 0,8 km), von denen die nördlichste unterhalb der Wannseebrücke sehr kurz ist. Der Kleine Wannsee schließt südlich an den Großen Wannsee an und geht ohne klare Grenze in den Pohlesee über. Von dort gibt es einen 300 m langen Verbindungskanal zum Stölpchensee und von diesem einen 500 m langen Kanal zum Griebnitzsee, welcher seinerseits Anschluss an die Glienicker Lake der Havel südlich der Glienicker Brücke hat. Rechtlich ist er eine Bundeswasserstraße der Wasserstraßenklasse I in der Zuständigkeit des Wasserstraßen- und Schifffahrtsamtes Spree-Havel.

## Strömung
Die Strömung im Kanal ist nicht durch Wehre reguliert, sondern dem Zufall überlassen. Als Bergfahrt ist die Fahrt in Richtung Großer Wannsee festgelegt, der Kanal mithin als Seitenarm der Havel definiert. Rund ums Jahr ist jedoch die Strömung überwiegend vom Griebnitzsee in Richtung Wannsee gerichtet, das Gewässer hydrologisch also eher ein Seitenarm des Teltowkanals, der seinerseits ein künstlicher Seitenarm der Spree ist. Vom Durchfluss des Teltowkanals fließt etwa ein Viertel durch den Griebnitzkanal ab.
Da der Teltowkanal das am stärksten verschmutzte Gewässer im Raum Berlin ist, kann dieser Zustrom in den Großen Wannsee dort bei ruhigem Strömungsverhalten der Havel vor allem die Wasserqualität des Strandbades Wannsee negativ beeinflussen.

## Ufer
Weite Teile des Ufers, an dem sich zahlreiche Rudervereine angesiedelt haben, sind in Privateigentum und der Öffentlichkeit nicht zugänglich.

## Verkehrsregelung
Auf dem Griebnitzkanal besteht zwischen dem Griebnitzsee und dem Stölpchensee ein Begegnungsverbot für Fahrzeuge, die breiter als zwei Meter sind. In Richtung Süden darf der Kanalabschnitt zur vollen Stunde und den darauffolgenden 20 Minuten befahren werden, in Richtung Norden zur halben Stunde und den darauffolgenden 20 Minuten. Somit ergibt sich jeweils ein Zeitpuffer von zehn Minuten pro Richtung, in denen die Fahrt durch den Kanal zwischen dem Griebnitzsee und dem Stölpchensee abgeschlossen sein muss. Weitere Begegnungsverbote gibt es im Bereich der Alsenbrücke zwischen dem Stölpchensee und dem Pohlesee und im Bereich der Wannseebrücke. Die Verkehrsregelung erfolgt laut Binnenschifffahrtsstraßen-Ordnung.

## Brücken
Über die kurze Verbindung zwischen Großem und Kleinem Wannsee führt die Wannseebrücke mit der B1 (Königstraße) unmittelbar am Großen Wannsee. Das Kanalstück zwischen dem Pohlesee und dem Stölpchensee wird von der Kohlhasenbrücker Straße auf der Alsenbrücke überquert. Das dritte Kanalstück zwischen dem Stölpchensee und dem Griebnitzsee wird auf halber Strecke von der Hubertusbrücke überquert, auf der der Stölpchenweg verläuft. Direkt an der Brücke liegen die St. Hubertusbaude (zurzeit, 2018, geschlossen) sowie das Forsthaus und das Restaurant Hubertusbrücke.

## Bilder

Griebnitzkanal
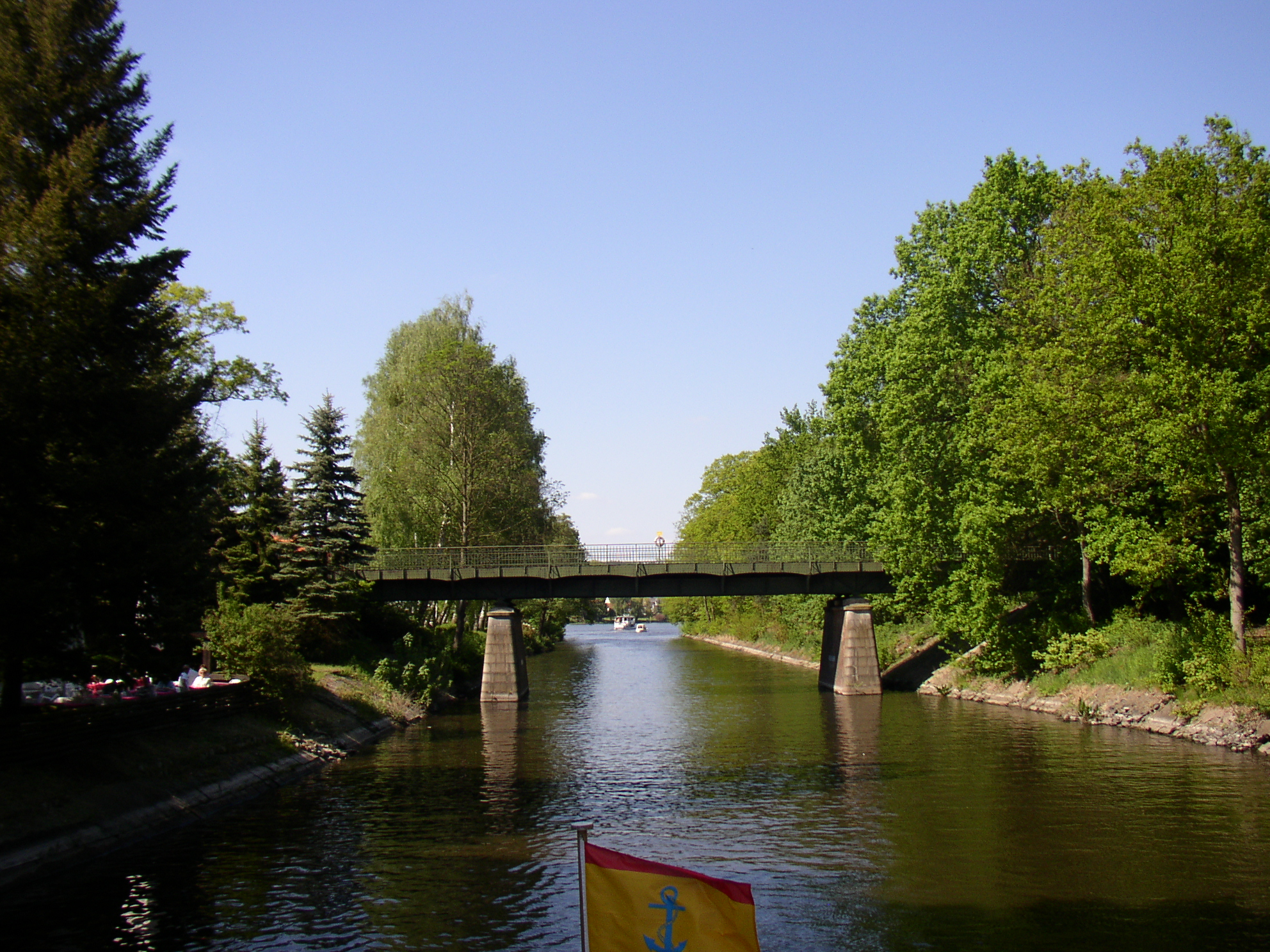
Hubertusbrücke
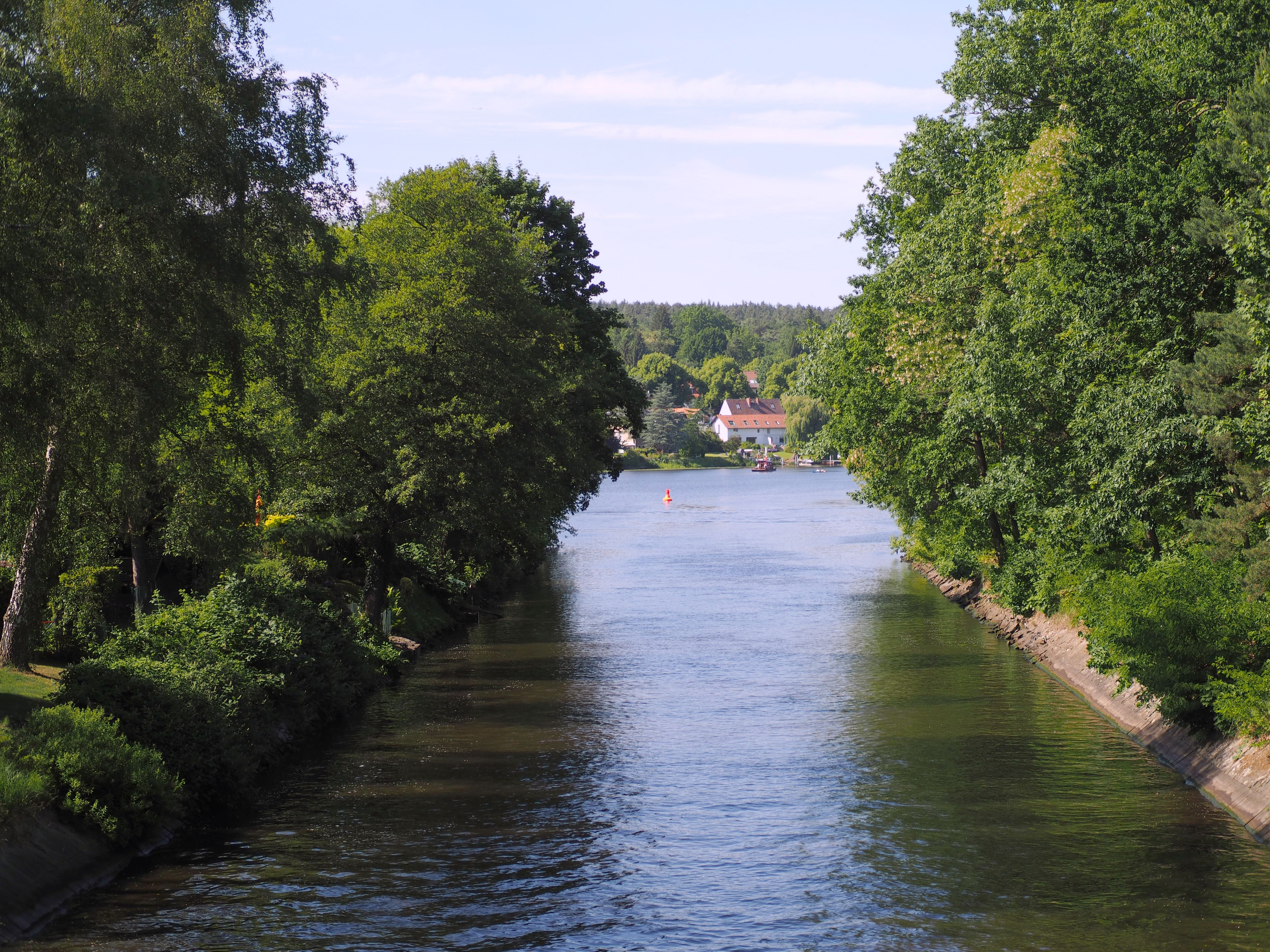
Blick von der Hubertusbrücke nach Norden mit dem Stölpchensee im Hintergrund
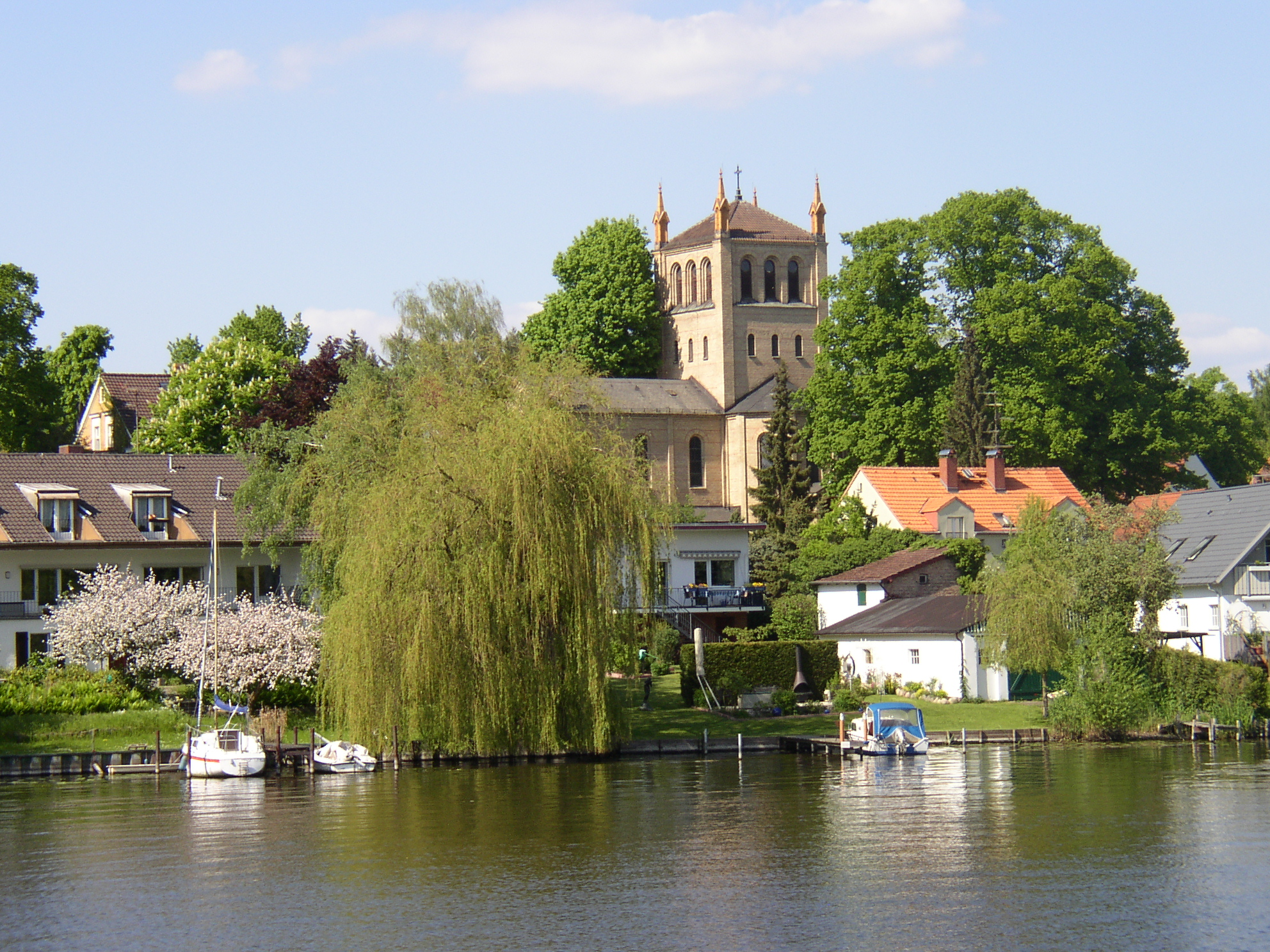
Kirche am Stölpchensee
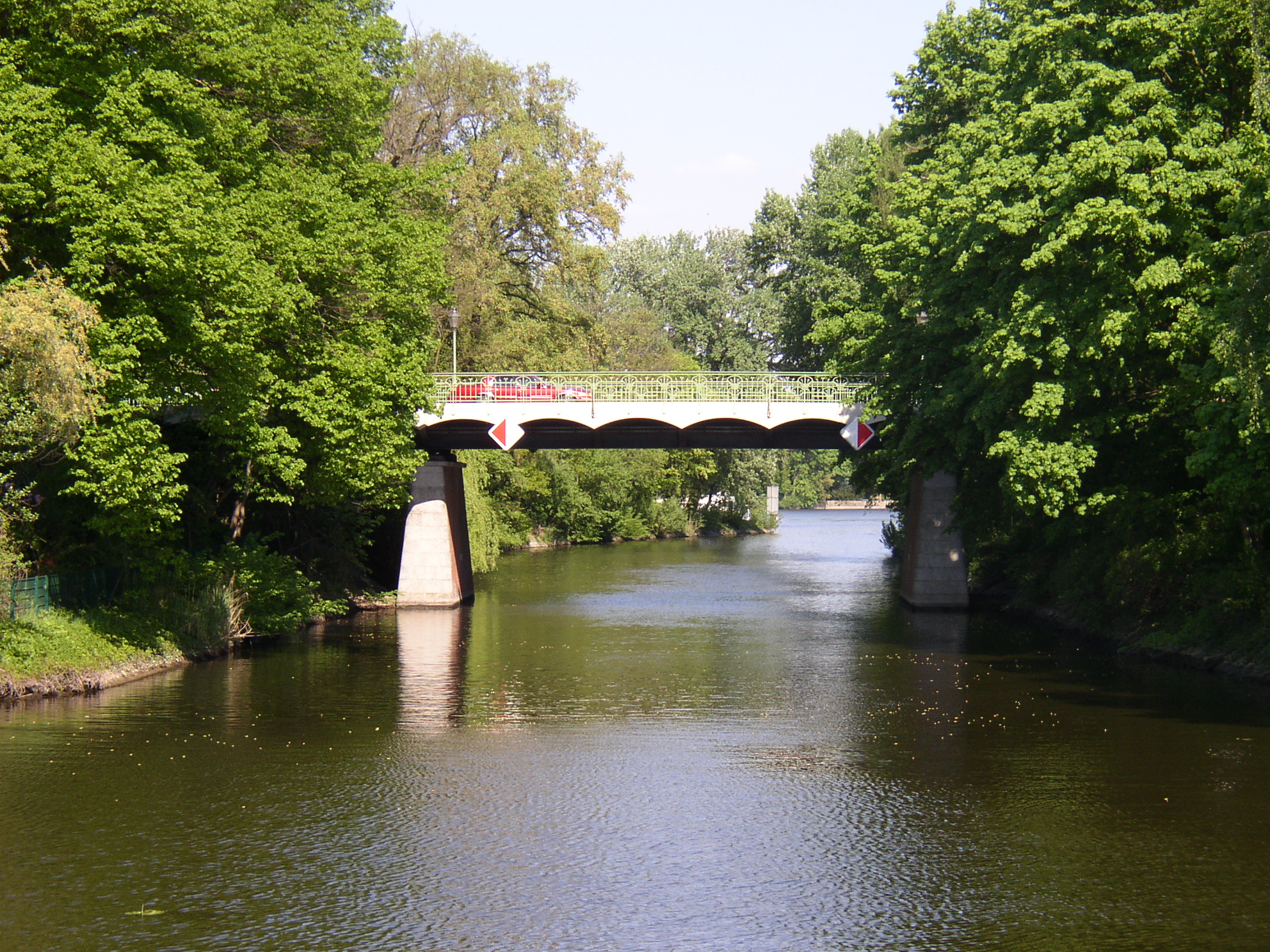
Alsenbrücke
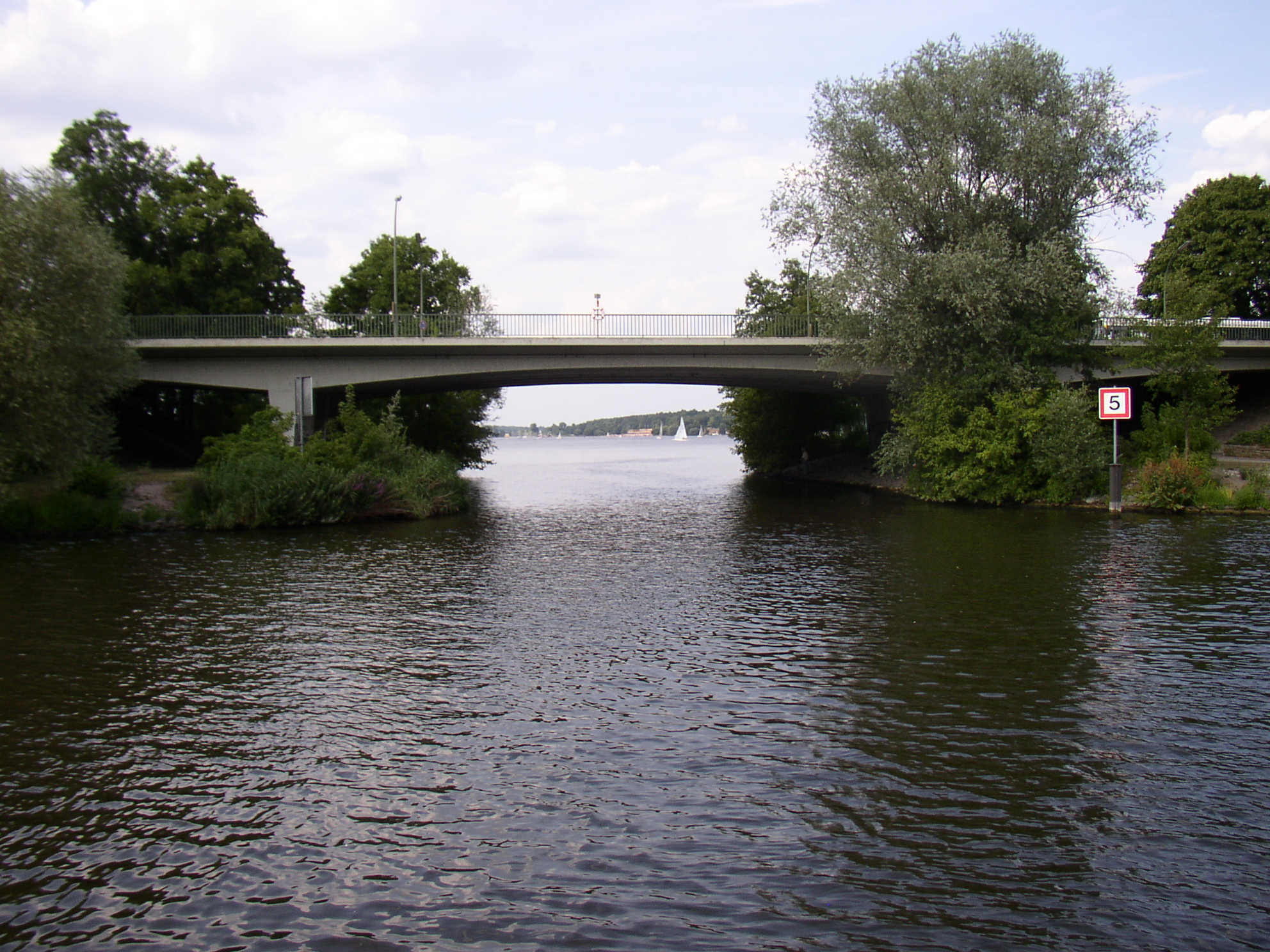
Wannseebrücke vom Kleinen zum Großen Wannsee gesehen
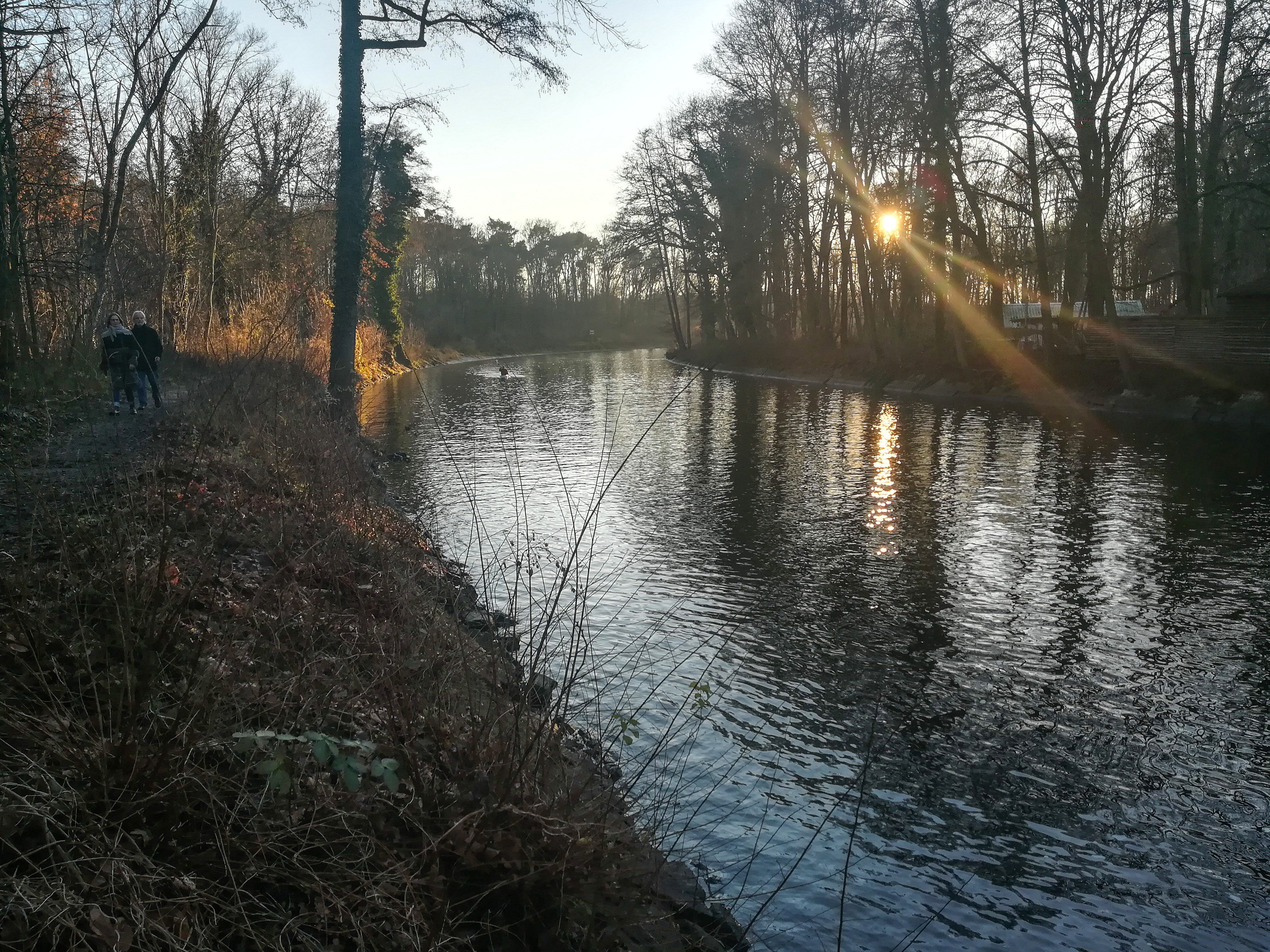
Griebnitzkanal im Winter, Uferweg Richtung Südwesten